# بخش سنت-امان-مونترون
بخش سنت-امان-مونترون (به فرانسوی: Arrondissement de Saint-Amand-Montrond) یک بخش در فرانسه است که در شر واقع شده‌است.